# Lex Gabinia tabellaria
De lex Gabinia tabellaria was een wet van de tribunus plebis Aulus Gabinius in 139 v.Chr., waarbij voor de verkiezingen in de comitiae de geheime stemming door middel van tabellae of tesserae werd ingevoerd.

## Antieke bronnen
- Cicero, De leg. III 16.35, Amic. 41, Leg. Agr. II 2.4.
- Plinius, Ep. III 20.

## Referentie
- art. Gabinia (lex), in J.G. Schlimmer - Z.C. De Boer, Woordenboek der Grieksche en Romeinsche Oudheid, Haarlem, 19203, p. 282.